# Dongara
Dongara is een kustplaats in de regio Midwest in West-Australië. Het ligt aan de monding van de rivier Irwin, 351 kilometer ten noordnoordwesten van Perth, 61 kilometer ten zuiden van Geraldton en 54 kilometer ten westen van Mingenew. Aan de andere kant van de monding van de Irwin ligt Port Denison. In 2021 telde Dongara 1393 inwoners, tegenover 1552 in 2006.

## Geschiedenis
De Amangu-Nyungah-Aborigines zijn de oorspronkelijke bewoners van de streek.
In 1839 voer ontdekkingsreiziger George Grey vanuit Perth naar de streek rond de rivier Murchison. Zijn schip verging echter in een tropische orkaan en hij diende 700 kilometer zuidwaarts naar Perth te trekken. Hij was de eerste Europeaan die door de streek rond de rivier Irwin trok en de vruchtbaarheid van de vallei van de Irwin opmerkte. Grey vernoemde de rivier naar de toenmalige leider van de kolonie aan de rivier de Swan, majoor Frederick Chidley Irwin. De plaatselijke Aborigines noemden de rivier Thungarra. De latere dorpsnaam Dongara is daar een verbastering van. In 1846, tijdens een expeditie in het noordwesten van West-Australië, vonden de gebroeders Augustus Charles en Francis Thomas Gregory steenkool langs de bovenloop van de Irwin.
In 1851 werd de eerste pastoral lease, om schapen en runderen te kweken, opgenomen. De dorpssite voor Dongara werd in 1852 opgemeten. Er woonden tegen 1854 meer dan 350 Europese kolonisten in de streek. John Smith nam de eerste landbouwlease op in 1859 en bouwde in 1864 een meelmolen nabij het estuarium van de Irwin. In 1867 werd in Port Denison een aanlegsteiger gebouwd en Joseph Walton opende de herberg Irwin Arms in Dongara. Eind jaren 1860 brak er een periode van droogte uit. Het graan werd door Uredinales aangetast en er vonden branden en sprinkhanenplagen plaats. De kolonisten kenden armoede.
Ondanks de tegenslagen werd in het begin van de jaren 1870 een politiekantoor en een tweede hotel gebouwd in Dongara. De Irwin Road Board werd opgericht. In 1884 werden de Dongara Uniting Church en St. John the Baptist's Anglican Church gebouwd. In 1888-89 werd een brug over de Irwin gebouwd waardoor Dongara en Port Denison verbonden werden. Voorheen waadde men door de ondiepe delen van de rivier. Tegen de jaren 1890 werd een graanvariant geteeld die tegen Uredinales bestand was maar een wereldwijde crisis hield de prijzen laag.
In 1894 opende de Midland Railway tussen Perth en Geraldton en werd in Dongara een spoorwegstation gebouwd. Er kwam een nieuwe grotere meelmolen, de Dongara Royal Steam Roller Flour Mill, naast te staan. Het spoorwegstation werd in 1975, toen de reizigerstreinen ophielden te rijden, afgebroken. De spoorweg, waar enkele nog graan werd over vervoerd, werd verlegd. In 1906 werden de Moreton Bay-vijgenbomen (Ficus macrophylla) langs de hoofdstraat aangeplant. In 1939 werd de elektriciteitsvoorziening in gebruik genomen. Op 23 juni 1963 werd de Irwin Road Board omgedoopt tot de Shire of Irwin. De brug over de Irwin uit 1888-89 werd in 1964 vervangen.
Recenter werd er in de streek aardgas ontdekt. De rivierkreeftenindustrie ontwikkelde zich en men begon kalksteenzand te ontginnen.

## Toerisme
- Het toerismekantoor is sinds 2000 in het oude postkantoor gevestigd.[11]
- Het Irwin District Museum is een streekmuseum dat gevestigd is in het politiekantoor uit 1871.[11]
- De Dongara Heritage Walk is een wandeling langs het plaatselijke erfgoed met onder andere Russ Cottage dat meer dan 145 jaar oud is.[7][12]
- Aan Dongara Beach en South Beach kan men zwemmen, surfen en wind- en kitesurfen.[13]

## Transport
Dongara ligt langs de Brand Highway. De N2 en N5-busdiensten van Transwa doen Dongara aan. Ook de bussen van Integrity Coach Lines stoppen er op aanvraag.
Dongara heeft ten zuiden van Port Denison een luchthaven voor kleine privévliegtuigen: Dongara Airport (ICAO: YDRA - IATA: DOX)

## Klimaat
Dongara kent een warm mediterraan klimaat, Csa volgens de klimaatclassificatie van Köppen. De gemiddelde jaarlijkse temperatuur ligt rond 20,1 °C. De gemiddelde jaarlijkse neerslag bedraagt ongeveer 460 mm en valt meestal 's winters.

## Galerij

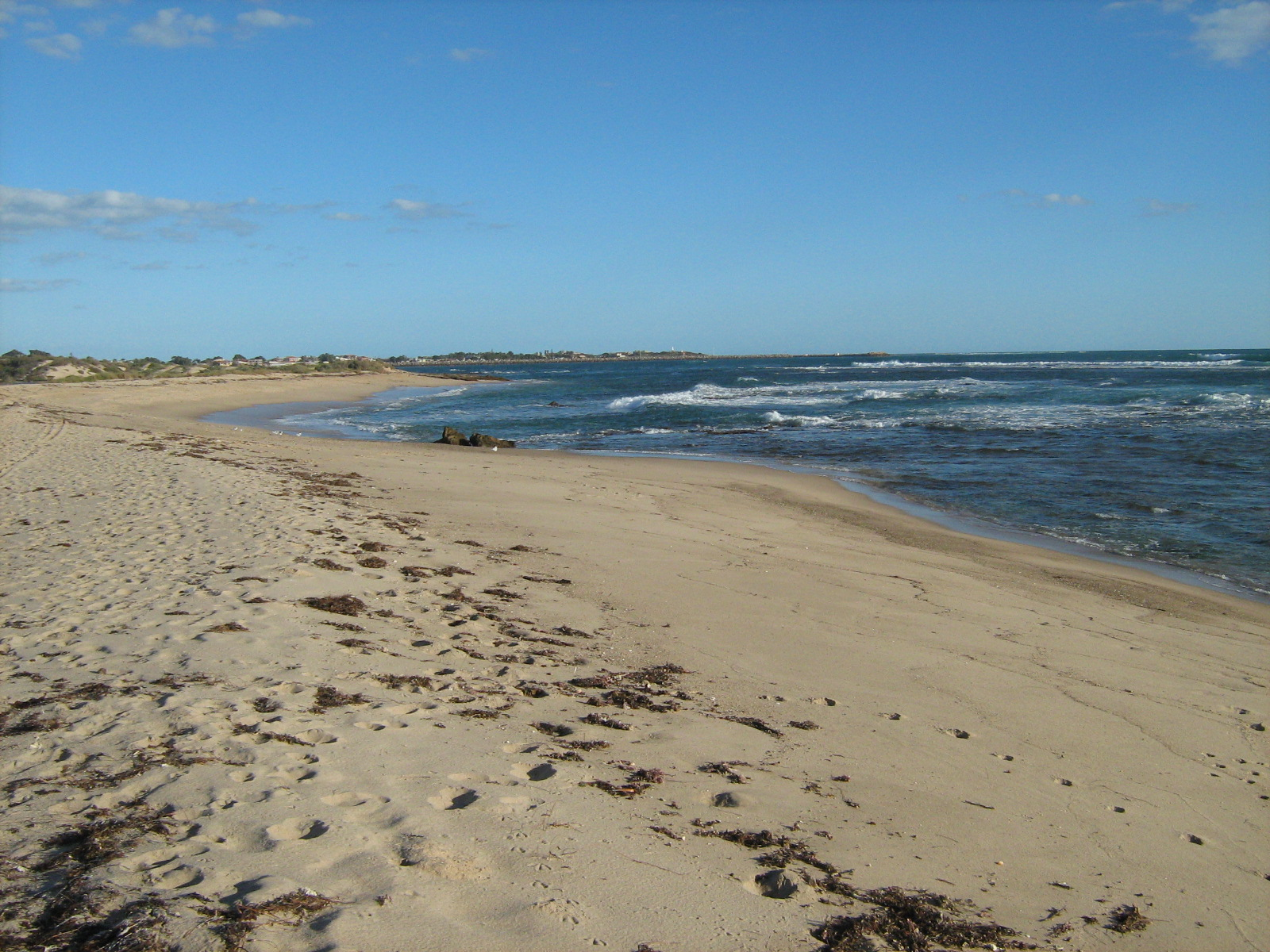
Dongara Beach
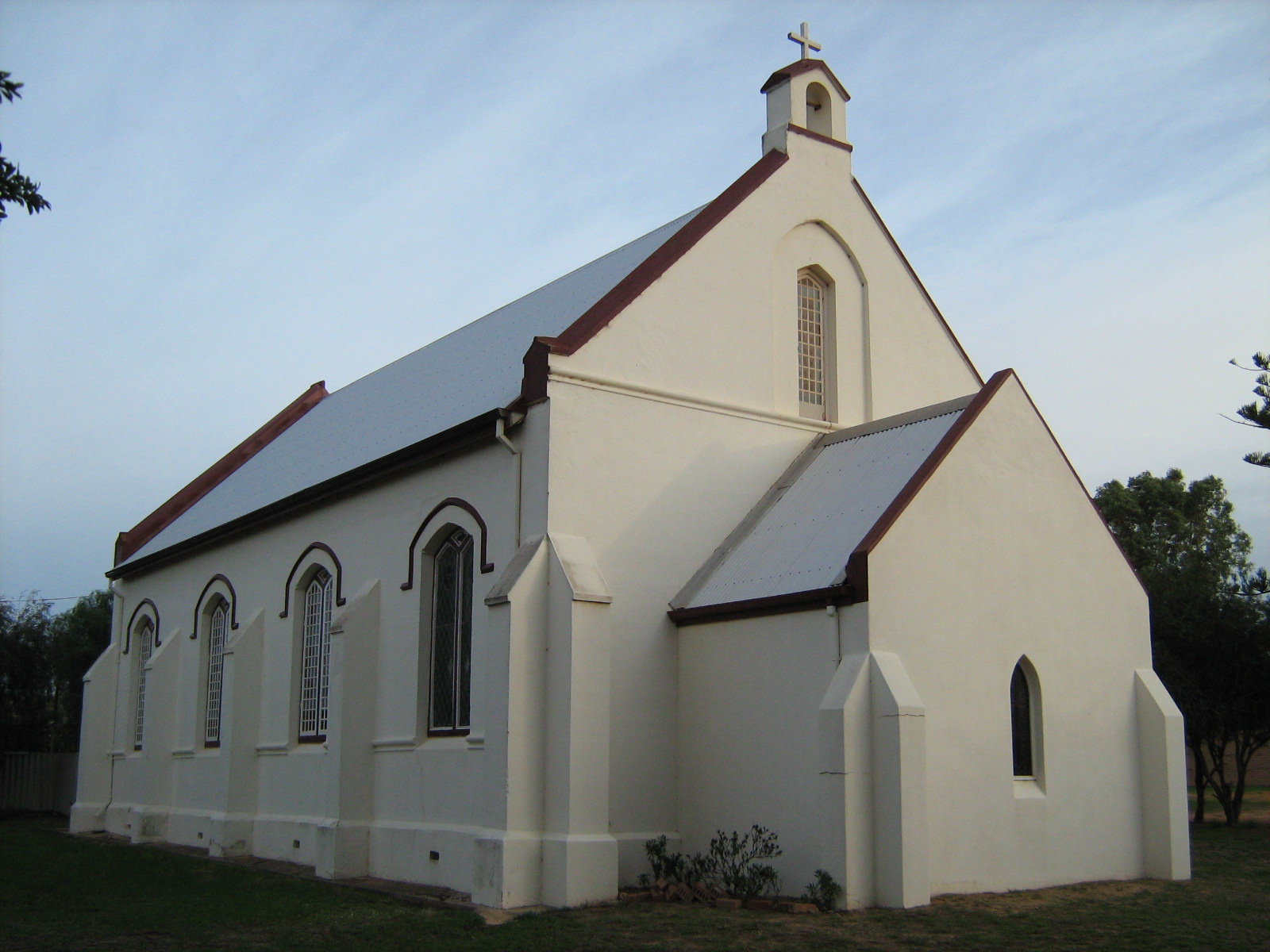
Dongara Uniting Church
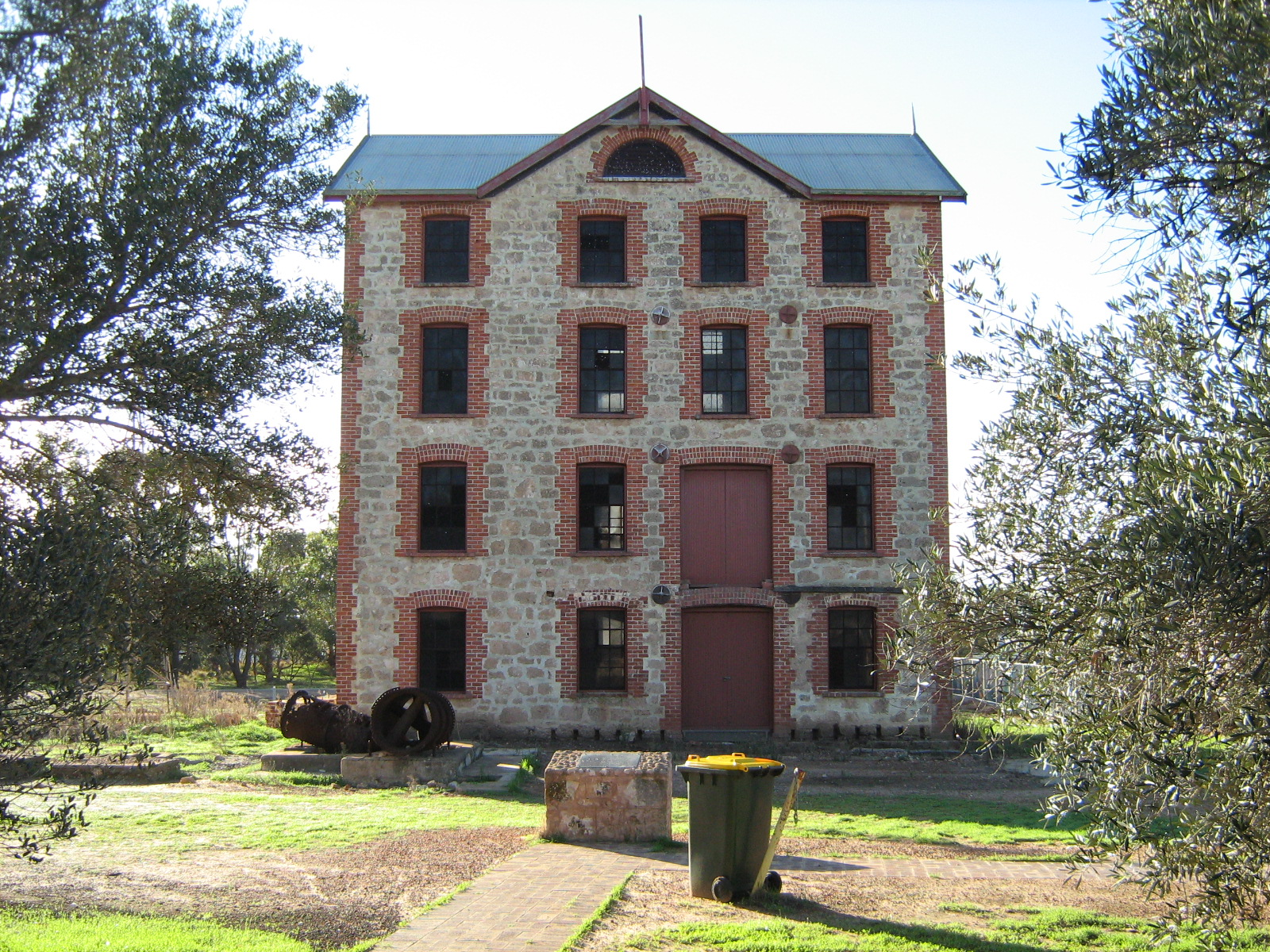
Dongara Royal Steam Roller Flour Mill
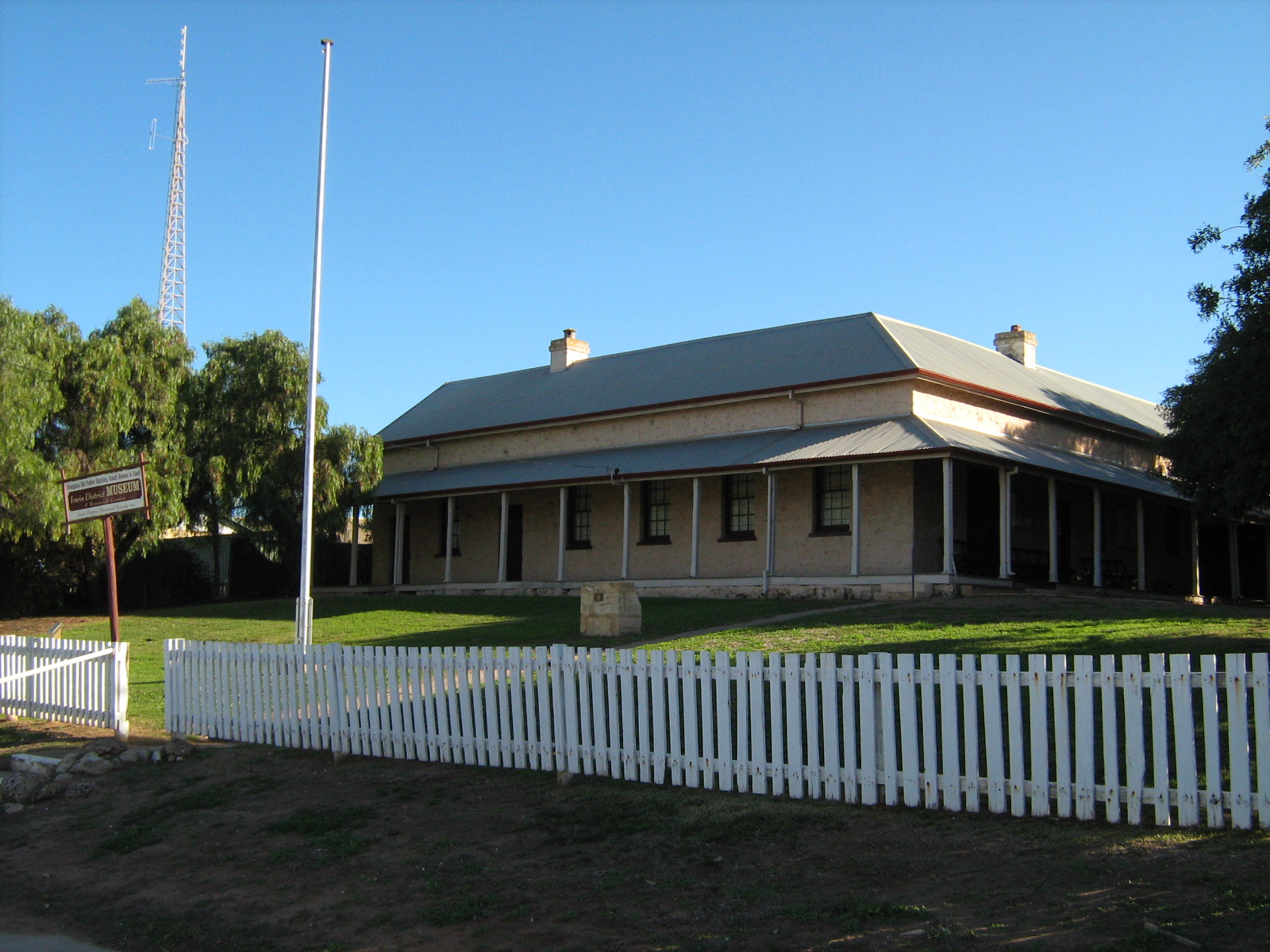
Irwin District Museum
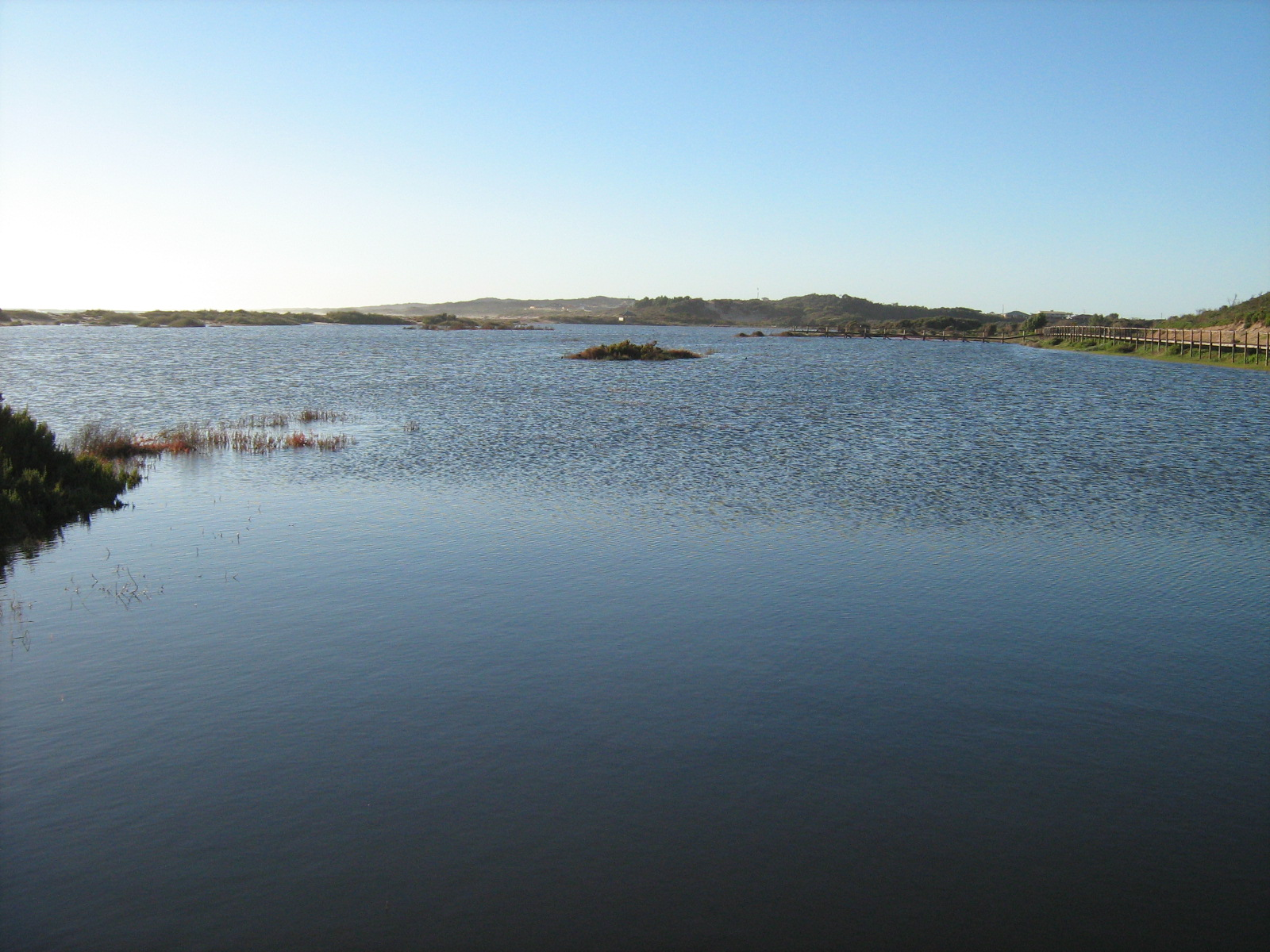
Irwin estuarium
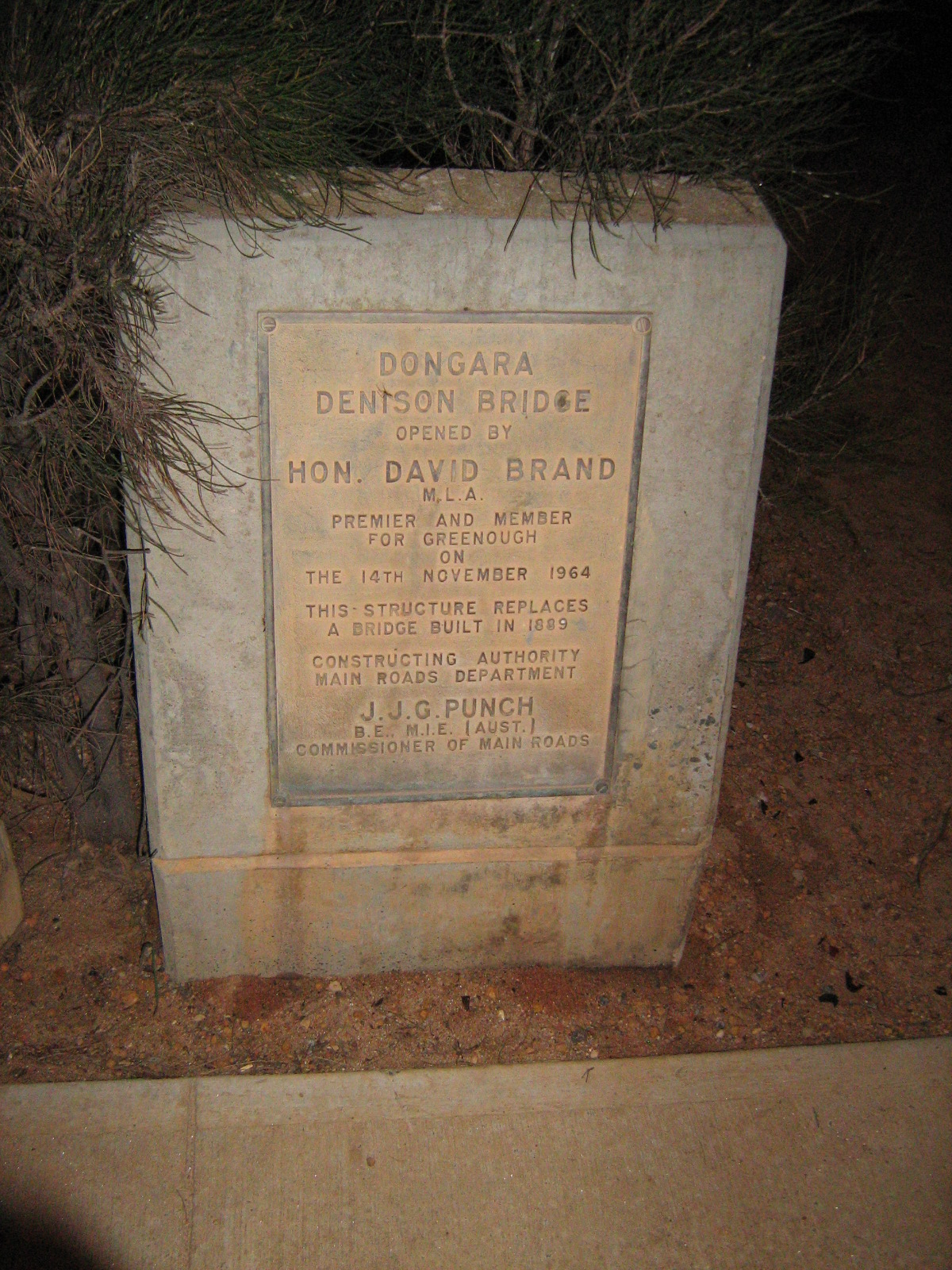
herdenkingssteen vervanging brug

Abbotts · Ajana · Alma · Arrino · Arrowsmith · Austin · Big Bell · Binnu · Boogardie · Bowgada · Bunjil · Canna · Cape Burney · Carnamah · Caron · Coorow · Cuddingwarra · Cue · Day Dawn · Dongara · Drummond Cove · East Bowes · Eneabba · Eradu · Gabanintha · Geraldton · Green Head · Greenough · Gunyidi · Gutha · Horseshoe · Horrocks · Howatharra · Isseka · Kalbarri · Karalundi · Kojarena · Koolanooka · Kumarina · Latham · Leeman · Lennonville · Lynton · Mainland · Marchagee · Maya · Meekatharra · Merkanooka · Mingenew · Minnenooka · Moonyoonooka · Morawa · Mount Erin · Mount Magnet · Mullewa · Nabawa · Nangetty · Nannine · Nanson · Naraling · Narngulu · Narra Tarra · Northampton · Oakajee · Ogilvie · Paynes Find · Peak Hill · Paynesville · Perenjori · Pindar · Pintharuka · Porlell · Port Denison · Port Gregory · Protheroe · Reedy · Rothsay · Sandstone · Tardun · Tenindewa · Three Springs · Tuckanarra · Waggrakine · Walkaway · Warriedar · Whelarra · Wicherina · Wiluna · Winchester · Yalgoo · Yandanooka · Youanmi · Yoweragabbie · Yuna